# ダンディ・エクスプレス
『ダンディ・エクスプレス』は、朝日放送ラジオでプロ野球シーズンオフの平日夕方に放送されたラジオ番組である。2001年10月放送開始。2008年3月27日で放送終了。
なお本項では、本番組の実質的な前身である『30分一番勝負』（さんじっぷんいちばんしょうぶ）についても扱う。

## 概要
2000年度のシーズンオフに、和沙哲郎、西野義和がパーソナリティを担当した『30分一番勝負』として開始。翌2001年度より『ダンディ・エクスプレス』に変更された。内容としては、主に夕刊記事からの話題や、パーソナリティの趣味や特技を生かした日替わりコーナーなどがあった。
例年、ABCのスポーツ中継のベテランアナウンサーがメインパーソナリティを担当することが多かったが、2006年度の放送では、スポーツアナウンサー出身の和沙哲郎に加え、報道番組・情報番組やバラエティ番組を主に担当している浦川泰幸や、タレントのタージンがメインパーソナリティとなった。
なお、本番組終了後の2008年度以降は『ダンディ・サタデー』・『ダンディ・サンデー』が後継番組として開始された。

## 放送時間
- 2007年度　18時30分 - 18時54分
- 2006年度　18時30分 - 18時54分
- 2005年度　18時20分 - 19時
- 2004年度　18時30分 - 19時
- 2003年度　18時30分 - 19時
- 2002年度　18時30分 - 19時
- 2001年度　18時20分 - 19時
- 2000年度　18時20分 - 18時50分

## 歴代担当者

### 2007年度
- （月）〜（金）和沙哲郎、赤崎加林

### 2006年度
- （月）〜（火）和沙哲郎、赤崎加林
- （水）〜（木）浦川泰幸、大西めぐみ
- （金）タージン、大西めぐみ

### 2005年度
- （月）〜（火）中邨雄二、羽谷直子
- （水）松原、中邨、田中、羽谷のうち2名が交代で出演。

原則として男性アナと女性アナの組み合わせだったが、例外の回もあった。
- （木）〜（金）松原宏樹、田中花子

### 2004年度
- （月）〜（水）中邨雄二、入江玲子
- （木）〜（金）松原宏樹、田中花子

### 2003年度
- （月）〜（水）中邨雄二、入江玲子
- （木）〜（金）松原宏樹、平野明子

### 2002年度
- （月）〜（木）和沙哲郎、入江玲子
- （金）松原宏樹、入江玲子

### 2001年度
10月から11月
- （月）〜（火）和沙哲郎
- （水）〜（金）西野義和

11月から3月（西野が人事異動のため出演者変更）
- （月）〜（木）和沙哲郎
- （金）加瀬征弘

### 2000年度
「30分一番勝負」時代
- （月）〜（火）和沙哲郎、松田ゆり
- （水）〜（金）西野義和、吾郷ひろみ

## 番組制作
- エー・ビー・シーメディアコム

| 朝日放送ラジオ 平日ナイターオフ18時台 | 朝日放送ラジオ 平日ナイターオフ18時台 | 朝日放送ラジオ 平日ナイターオフ18時台 |
| 前番組                                | 番組名                                | 次番組 |
| ------------------------------------- | ------------------------------------- | --- |
| 30分一番勝負                          | ダンディ・エクスプレス                | 引き続き18:45まで元気イチバン!!ぶっちぎりプレイボール 18:45アダプトゲン製薬プレゼンツ・黒沢年雄の元気でGo!Go!（ニッポン放送制作） 18:50月曜:JOMOあの人の物語（TBSラジオ制作） 火曜～金曜:高野あさおのおー!myトーク |